# 高抒
高抒（1956年12月28日—），男，汉族，中国海洋地质学家，华东师范大学教授，华东师范大学河口海岸学国家重点实验室主任，第十一届全国政协委员。曾任南京大学地理与海洋学院院长。

## 生平
1978年10月至1982年7月，就读于南京大学地理学系,获地貌学与第四纪地质学学士学位。1982年9月至1985年7月，就读于南京大学地理学系, 获海洋沉积学与地貌学硕士学。1988年8月至1993年2月，就读于英国南安普顿大学海洋学系, 获理学博士学位。后加入九三学社，担任九三学社江苏省委副主委。2008年，当选第十一届全国政协委员，代表教育界，分入第四十组。

## 奖项和荣誉
- 1995年，中国科学院“百人计划”聘任的青年专家
- 1997年，国家杰出青年科学基金获得者
- 1998年，入选国家人事部"百千万人才工程计划"
- 1998年，享受政府特殊津贴
- 2000年，南京大学长江学者奖励计划特聘教授
- 2001年，教育部中国高校科学技术奖一等奖（第一完成人）
- 2002年，中国地质学会第一届黄汲清青年地质科学技术奖
- 2010年，全国优秀科技工作者[1]